# Киладзе, Ника
Ника Киладзе (29 ноября 1988 — 7 октября 2014) — грузинский футболист, полузащитник.

## Биография
Начал заниматься футболом в шесть лет с «Норчи Динамоэли». На молодёжном уровне выступал за «Спартак» (Тбилиси) и «ОМЦ Тбилиси». После одного сезона в «Орбеби Тбилиси» он отправился в Финляндию, где провёл семь лет, выступая в клубах низших дивизионов.
В 2014 году он вернулся на родину и в составе «Гурии» дебютировал в чемпионате Грузии.
7 октября 2014 года Киладзе на своём мотоцикле попал в смертельную автокатастрофу.